# Castelo de Jumilhac

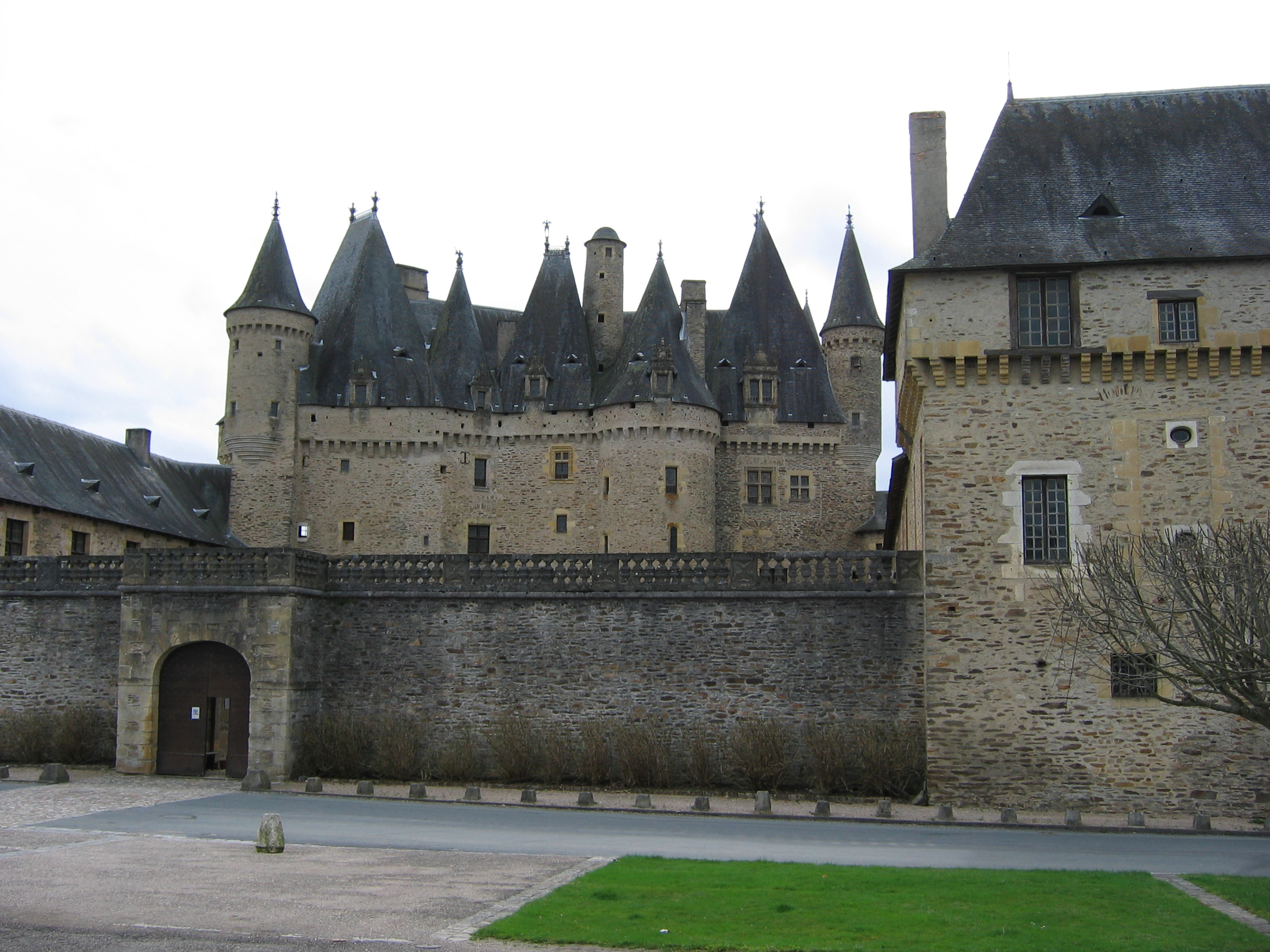
Castelo de Jumilhac

O Castelo de Jumilhac é um castelo modificado na comuna de Jumilhac-le-Grand, no departamento de Dordonha, na França.
A parte central foi classificada como monument historique pelo Ministério da Cultura da França em 1922, a direita em 1923 e a esquerda em 1924. O castelo e os jardins são propriedade privada mas estão abertos ao público.